# Фарбер, Хаим-Ицхок
Хаим-Ицхок Фарбер (также Хаим-Эрш Фарбер; идиш חײם-יצחק פֿאַרבער‎‎; 2 июня 1889, Браниште, Белецкий уезд, Бессарабская губерния — 25 июня 1968, Буэнос-Айрес) — еврейский детский поэт и баснописец. Писал на идише.

## Биография
Хаим-Ицхок Фарбер родился в бессарабской деревне Браниште (теперь Рышканского района Молдовы) в семье художника—декоратора. В 1904 году семья перебралась в Аргентину и поселилась в еврейской сельскохозяйственной колонии Моисесвилль.
Дебютировал баснями и стихами в 1912 году. Постоянно работал в буэнос-айресской газете «Ди Идише Цайтунг» (Еврейская газета, под редакцией Мордхэ Столяра), одной из двух ежедневных еврейских газет Аргентины; публиковал новеллы из жизни еврейских колонистов и гаучо, а также публицистику и произведения для детей.
Всего опубликовал более 600 детских стихотворений и около 800 басен, из которых 111 были изданы отдельной книгой в 1936 году. Многие из стихотворений были положены на музыку, особой известностью пользуется колыбельная композитора Горшинского на стихотворение Фарбера «Шлоф-Лид» (собственно колыбельная).
В Буэнос-Айресе вышли книги «Фар Бридэрлэх Ун Швэстэрлэх» (Для братишек и сестричек, стихи, 1925), «Ин А Идишер Колоние» (В еврейской колонии, стихи для детей, 1936), «Шлоф-Лид» (Колыбельная, 1936), «Фаблен» (Басни, 1936) и другие. Переводил на идиш стихотворения Х. Н. Бялика, Я. Фихмана и других ивритских поэтов.

### Труды
- פֿאַר ברידערלעך און שװעסטערלעך (фар бридэрлэх ун швэстэрлэх — для братишек и сестрёнок, стихи). Буэнос-Айрес, 1925.
- אין אַ אידישער קאָלאָניע (ин а идишер колоние — в еврейской колонии, стихи). Буэнос-Айрес, 1936[1].
- שלאָף-ליד (шлоф-лид — колыбельная). Буэнос-Айрес, 1936.
- פֿאַבלען (фаблен — басни). Буэнос-Айрес: Г. Капланский, 1936.